# Medscape

Logo du site.

Medscape est un site Web donnant accès à des informations médicales pour les cliniciens. Il offre également une formation continue aux médecins et aux professionnels de la santé.

## Contenu
Le site fait référence à des articles de revues médicales, à la formation médicale continue (FMC), à une version de la base de données MEDLINE de la National Library of Medicine, à des actualités médicales et à des informations sur les médicaments (Medscape Drug Reference ou MDR). À un moment donné[Quand ?], Medscape a publié sept revues électroniques à comité de lecture.

## Historique
Medscape a été lancé le 22 mai 1995 par SCP Communications, Inc. sous la direction de son PDG Peter Frishauf. En 1999, George D. Lundberg (en) est devenu le rédacteur en chef de Medscape. Pendant dix-sept ans, avant de rejoindre Medscape, il avait été rédacteur en chef du Journal of the American Medical Association (JAMA).
En septembre 1999, Medscape, Inc. est devenue publique et a commencé à se négocier sur le NASDAQ sous le symbole MSCP. En 2000, Medscape a fusionné avec MedicaLogic, Inc., une autre société publique. MedicaLogic a déposé son bilan dans les 18 mois qui ont suivi et a vendu Medscape à WebMD en décembre 2001. En 2008, Lundberg a été licencié par WebMD. L'année suivante, le Medscape Journal of Medicine a cessé de paraître. En janvier 2013, Eric Topol a été nommé rédacteur en chef de Medscape. La même année, George D. Lundberg est revenu à Medscape en tant que rédacteur en chef.
En 2009, WebMD a publié une application iOS de Medscape, suivie d'une version Android deux ans plus tard. En 2015, WebMD a lancé Medscape CME & Education sur iOS.

## Critiques
En 2016, une étude menée auprès de médecins indique que WebMD et sa société sœur Medscape proposent des informations médicales incomplètes et manquant de profondeur avec de nombreux cas de désinformation sur leurs sites. Les deux services manqueraient aussi de neutralité et présenteraient des biais potentiellement issus de financements très élevés (par rapport à leurs concurrents du secteur) par l'industrie pharmaceutique.
En 2024, Medscape est vivement critiqué pour des contenus éducatifs financés par la transnationale du tabac Philip Morris International (PMI), les critiques affirmant que l'industrie du tabac devrait s'abstenir de toute implication dans l'éducation médicale,.
En réponse, Medscape déclare qu'il n'acceptera plus à l'avenir de financement par une organisation affiliée à l'industrie du tabac même s'il considère que le contenu était entièrement conforme aux standards de l'enseignement médical.
Il se retire également de l'accord de plusieurs millions de dollars avec PMI comprenant des plans d'offres de 13 programmes nommés « PMI Curriculum »  ainsi que des podcasts et une simili-série télévisée.